# Humeston (Iowa)
Humeston es una ciudad ubicada en el condado de Wayne en el estado estadounidense de Iowa. En el Censo de 2010 tenía una población de 494 habitantes y una densidad poblacional de 307,64 personas por km².

## Geografía
Humeston se encuentra ubicada en las coordenadas 40°51′39″N 93°29′50″O / 40.86083, -93.49722. Según la Oficina del Censo de los Estados Unidos, Humeston tiene una superficie total de 1.61 km², de la cual 1.58 km² corresponden a tierra firme y (1.61%) 0.03 km² es agua.

## Demografía
Según el censo de 2010, había 494 personas residiendo en Humeston. La densidad de población era de 307,64 hab./km². De los 494 habitantes, Humeston estaba compuesto por el 96.96% blancos, el 0.2% eran afroamericanos, el 0.4% eran amerindios, el 0.4% eran asiáticos, el 0% eran isleños del Pacífico, el 0.2% eran de otras razas y el 1.82% pertenecían a dos o más razas. Del total de la población el 0.61% eran hispanos o latinos de cualquier raza.